# Kabir-Kazmalar
Kabir-Kazmalar (ros. Кабир-Казмаляр) – wieś w Rosji, w Dagestanie, w rejonie magaramkienckim. W 2010 liczyła 2189 mieszkańców, głównie Lezginów.